# Szepligetella angulata
Szepligetella angulata är en stekelart som först beskrevs av August Schletterer 1889.  Szepligetella angulata ingår i släktet Szepligetella och familjen hungersteklar. Inga underarter finns listade i Catalogue of Life.